# .30-30 Winchester

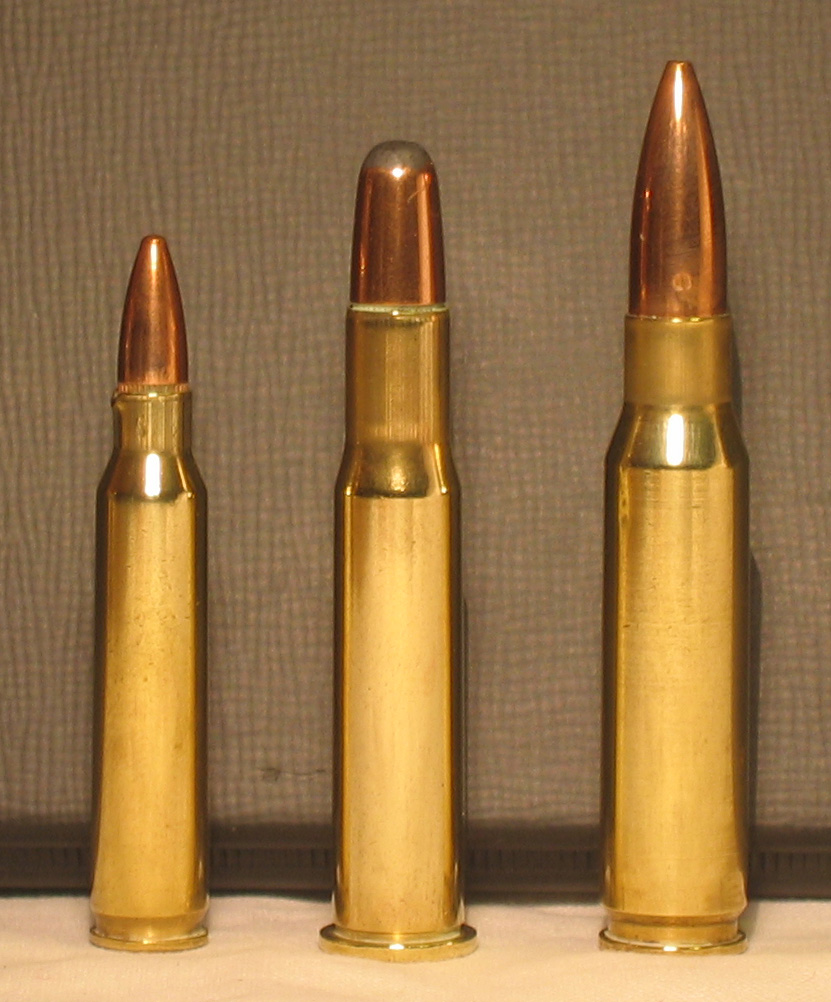
.30-30 patron i mitten bredvid en 5,56 × 45 mm till vänster och en 7,62 × 51 mm.

.30-30 Winchester (7,62 × 51 mm R) är en jaktpatron som tillverkades av det amerikanska skjutvapentillverkaren Winchester Repeating Arms Company. Det var den första amerikanska jaktpatronen med röksvagt krut. Den presenterades första gången 1895, för det då nya Winchester Model 94 vilket var en bygelrepeter med tubmagasin. 
I ett tubmagasin ligger patronerna efter varandra, och spetsiga kulor kan trycka in tändhatten på patronen framför. För att undvika olyckor laddas därför 30-30 Winchester alltid med trubbiga kulor; trubbnosiga eller plattnosiga. Även en del hålspetsammunition fungerar bra.
.30-30 Winchester har en kuldiameter på 0.308 tum (ungefär 7,8 mm) och är anledningen till den första siffran 30 i namnet. Den andra siffran 30 kommer från krutladdningens vikt som var 30 grain. Högsta tryck är i USA satt till 38 000 c.u.p. (Copper Units of Pressure, ungefär 42000 psi eller 290MPa). Det idag relativt låga gastrycket baseras på två saker, dels en hylsa med tunna väggar och dels att det finns så många äldre vapen i omlopp. 
30-30 anses i USA som en passande kaliber för byten mindre än vitsvansad hjort, och för användning i skogsområden - där skjutavstånden inte blir så långa.
.30 Remington är en "systerpatron" som är mycket lik .30-30 Winchester. 
De vanligaste kulvikterna för patronen är 150 och 170 grain.
I dag finns fabriksladdad ammunition från bland annat Hornady som håller Svensk klass 1, dock räknas kalibern till klass 2 av naturvårdsverket (NFS 2002:18 bilaga 1).
30-30 Winchester kamras av många olika tillverkare men främst av Marlin Firearms modell Marlin modell 336  samt Winchester modell 1894 vilket den senare är världens mest sålda jaktgevär med över 7 miljoner sålda vapen.